# Englee
Englee est une municipalité canadienne située à l'ouest de l'île de Terre-Neuve dans la province de Terre-Neuve-et-Labrador. 